# Волконский, Пётр Михайлович
Светлейший князь (с 30 августа 1834) Пётр Миха́йлович Волко́нский (25 апреля [6 мая] 1776, Санкт-Петербург — 27 августа [8 сентября] 1852, Петергоф) — русский военный и придворный деятель, генерал-фельдмаршал (1850). Начальник Главного штаба Его Императорского Величества (1810—1823), первый министр императорского двора Российской империи (1826—1852). Владелец усадьбы Суханово.

## Происхождение
Рюрикович, из 1-й ветви княжеского рода Волконских.
- Дед — Пётр Александрович Волконский (1724—1801), его жена — Анисья Ивановна Гагина (ок. 1732—1782), похоронена в селе Соболево Пронского уезда. Родовое владение Волконских находилось (1700—1792) в Москве (современный адрес: Хитровский пер., 3/1 — Усадьба Лопухиных—Волконских—Кирьяковых).
- Отец — поручик лейб-гвардии Конного полка, затем бригадир, князь Михаил Петрович Волконский (1746—1796). Мать — Елизавета Петровна (1753—13.11.1796[3]; умерла от чахотки), дочь видного архитектора князя Петра Васильевича Макулова (1730—1778).
- Дядя (родной брат отца) — Дмитрий Петрович Волконский — полковник (1788), генерал-майор (1804), член Главной Военной коллегии, интендант армии, командор ордена Иоанна Иерусалимского, Военный губернатор Архангельской губернии (1797), владелец усадьбы Суханово, которое завещал князю Петру Михайловичу.

## Биография
Родился в Санкт-Петербурге, крещён (30 апреля 1776) в Пантелеимоновской церкви при восприемстве деда Петра Васильевича Макулова и девицы Татьяны Гавриловны Замятниной.

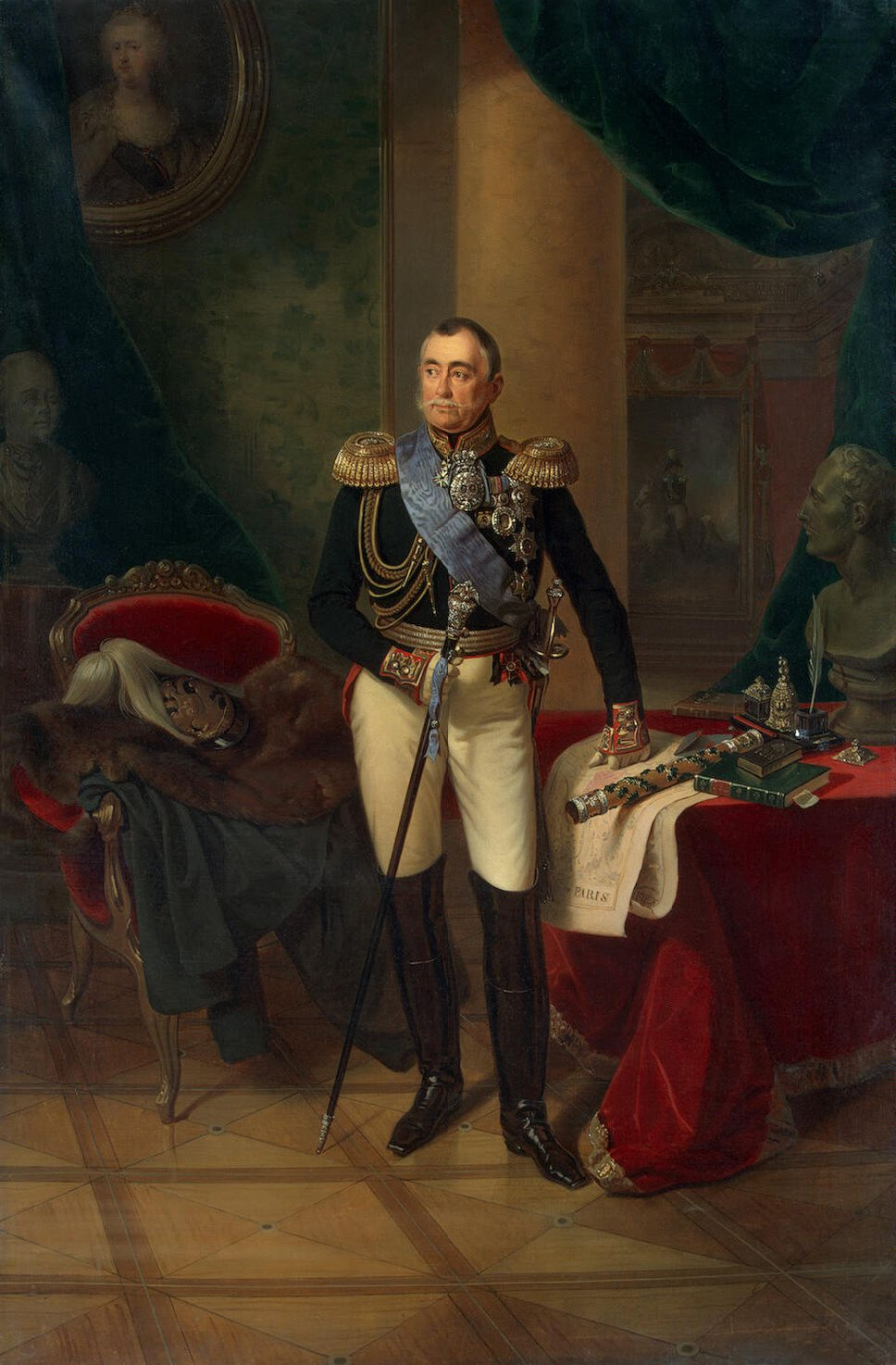
Ф. Крюгер. Портрет П. М. Волконского, 1850

В день своего крещения записан сержантом в лейб-гвардии Преображенский полк, откуда переведён унтер-офицером в лейб-гвардии конный полк. Вступил в военную службу вахмистром в лейб-гвардии конный полк (10 марта 1783). Переведён в Семёновский полк (13 января 1784). Прапорщик (1 января 1793), подпоручик (1 января 1794), поручик (11 ноября 1796), штабс-капитан (22 апреля 1796). Адъютант великого князя Александра Павловича (7 ноября 1797). Вскоре после восшествия Александра I на престол, сделан товарищем начальника Военной походной канцелярии Е. И. В., в которой в то время сосредоточивалось всё управление военными силами государства. Капитан (1799), полковник (27 мая 1800). Пожалован генерал-майором с назначением генерал-адъютантом (15 сентября 1801).
В войну 1805 года дежурный генерал и генерал-квартирмейстер сначала в армии Ф. Ф. Буксгевдена (сентябрь 1805), потом — М. И. Кутузова (октябрь 1805). Отличился в сражении под Аустерлицем, когда схватил знамя Фанагорийского полка, ударил по противнику, атаковавшему бригаду Каменского, чем привёл противника в замешательство, в ходе контратаки было отбито две пушки. За сражение награждён орденом Святого Георгия 3-й степени. После Тильзитского мира отправлен во Францию для изучения устройства французской армии и её генерального штаба. По возвращении, назначен управляющим Свиты его императорского величества по квартирмейстерской части (1810), с этого времени П. М. Волконский стал одним из ведущих деятелей российской армии.
Князя Петра Михайловича считают основателем русского Генерального штаба: в 1810 году он глубоко проанализировал все последние войны России и европейские войны того времени, и пришёл к выводу о воссоздании единой структуры военного планирования и управления (разрушенной Павлом I в 1796 году). Тогда таким органом стала Канцелярия Управляющего Свитой Е.И.В. (в 1815 году значительно расширена и преобразована в Главный штаб). Под его руководством в срочном порядке разработаны обязанности чинов квартирмейстерской части в мирное и военное время; разработаны и утверждены регламентирующие службу офицеров квартирмейстерской части в мирное и военное время документы; упорядочена система комплектования Свиты офицерами; чины Свиты назначены во все армии, корпуса и дивизии; совместно с военным министром М. Б. Барклаем-де-Толли разработано «Учреждение для управления большой действующей армией». Также в те годы ему русская армия обязана учреждением училища колонновожатых, из которого и стал комплектоваться генеральный штаб, и созданием военно-топографического депо карт.
В 1811 году испросил у императора разрешение на создании библиотеки Главного штаба и «для почина» передал в неё 500 книг по военному искусству и истории из своей личной библиотеки, Александр I в ответ выделил Волконскому значительную сумму для её дальнейшего пополнения (ныне библиотека Генерального штаба).
В Отечественную войну 1812 состоял при особе государя и не раз оказывал важные услуги. По его представлению император Александр I согласился на отступление русских войск из укреплённого лагеря под Дриссой, крайне неудачно расположенного.
Во время заграничного похода 1813—1814 годов находился при государе в должности начальника главного штаба. За отличие в сражении под Люценом произведён в генерал-лейтенанты (20 апреля 1813). По окончании войны поехал с императором в Вену на конгресс (август 1814), а когда заседания конгресса прервались известием о бегстве Наполеона с острова Эльбы, то на него возложены были все распоряжения по передвижению русской армии с Вислы на Рейн. По возвращении в Петербург назначен начальником Главного штаба (1815) и директор Военно-топографического депо (1816—1823). Генерал от инфантерии (12 декабря 1817). Вместе с графом (впоследствии светлейшим князем и генерал-фельдмаршалом) М.C. Воронцовым удостоен Большого креста английского Ордена Бани (1819). Член Государственного совета (5 июня 1821).
Близкий друг и покровитель своего шурина С. Г. Волконского. Очевидно, был в курсе некоторых планов членов Южного общества. Поддержал составленный А. П. Юшневским бюджет 2-й армии, намного превышавший её реальные потребности (начало 1823). В связи с конфликтом с А. А. Аракчеевым по поводу этого бюджета, уволен от должности начальника Главного штаба (25 апреля 1823) и отбыл в заграничный отпуск. Кавалер ордена Св. апостола Андрея Первозванного (12 декабря 1823). Возвратился в Петербург (1824), состоял при Александре I.

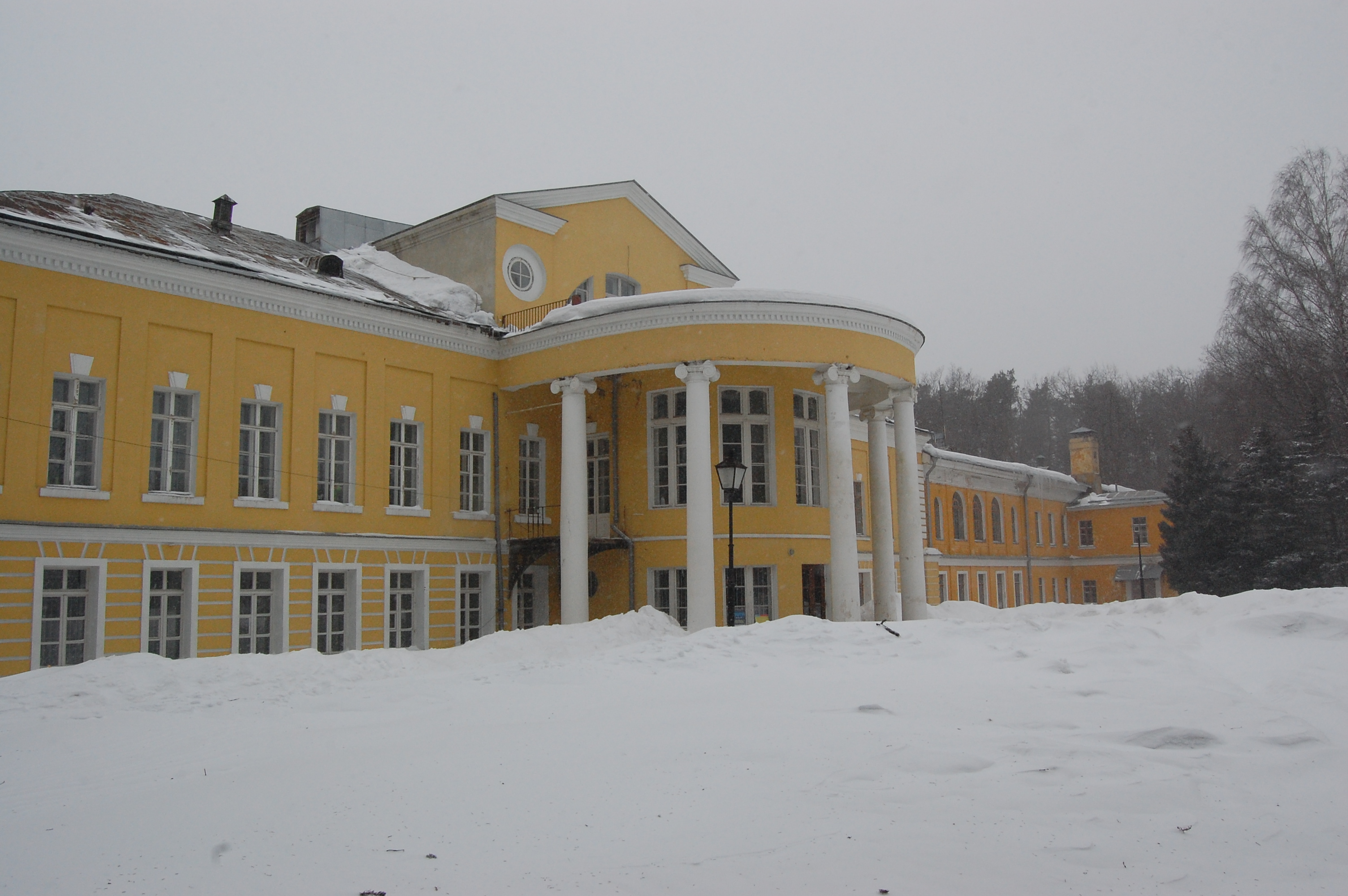
Дворец П. М. Волконского в усадьбе Суханово

Чрезвычайный посол при коронации Карла X (декабрь 1824). Чрезвычайный посол в Париже (декабрь 1824 — июль 1825). Сопровождал императрицу Елизавету Алексеевну в Таганрог (сентябрь 1825). Присутствовал при кончине Александра I (19 ноября 1825), заведовал всеми приготовлениями и распоряжениями по отправке его тела в Санкт-Петербург, затем состоял при Елизавете Алексеевне и после её смерти (4 мая 1826) руководил кортежем, сопровождавшим тело императрицы в Петербург.
Назначен министром Императорского двора и уделов и управляющим Кабинетом императора (22 августа 1826). Начальник роты дворцовых гренадеров (2 октября 1827). В день открытия Александровской колонны, именным высочайшим указом (от 30 августа 1834) министру императорского двора, генерал-адъютанту, генералу от инфантерии, князю Петру Михайловичу Волконскому пожалован, с нисходящим его потомством, титул светлости. Назначен генерал-инспектором всех запасных войск (27 августа 1837). Шеф Белозёрского пехотного полка (30 августа 1839). Пожалован в генерал-фельдмаршалы (6 декабря 1850).
По состоянию на 1837 год проживал в Зимнем дворце.
Скончался 27 августа 1852 года в Петергофе. Похоронен в Введенском соборе лейб-гвардии Семёновского полка.
- 10.03.1783 — вступил в службу вахмистром в л.-гв. Конный полк
- 13.01.1792 — переведён в л.-гв. Семёновский полк
- 01.01.1793 — прапорщик
- 1794 год — подпоручик
- 11.11.1796 — поручик
- 22.04.1797 — штабс-капитан в том же полку
- 07.11.1797 — адъютант наследника цесаревича Александра Павловича
- 24.04.1799 — капитан
- 27.05.1800 — полковник
- 25.09.1801 — генерал-майор, с назначением генерал-адъютантом
- Октябрь 1805 года — дежурный генерал и генерал-квартирмейстер при генерале от инфантерии Голенищеве-Кутузове
- 23.05.1810 — управляющий квартирмейстерской частью.
- 28.12.1812 — начальник Главного штаба при генерал-фельдмаршале Голенищеве-Кутузове-Смоленском.
- 20.04.1813 — генерал-лейтенант, за отличие в сражении
- 20.05.1813 — начальник Главного штаба при Его Императорском Величестве
- 12.12.1817 — генерал от инфантерии, с оставлением в прежней должности
- 05.06.1821 — член Государственного совета
- 25.04.1823 — уволен от должности начальника Главного штаба при Его Императорском Величестве, с отбытием в заграничный отпуск
- 22.08.1826 — министр Императорского двора и уделов и управляющий Кабинетом Его Величества
- 02.10.1827 — начальник роты дворцовых гренадер
- 13.07.1831 — член Высочайше учреждённой Комиссии о построении Исаакиевского собора
- 30.08.1834 — пожалован, с нисходящим его потомством, титул светлости
- 27.08.1837 — генерал-инспектор всех запасных войск
- 19.12.1837 — председатель Комиссии для возобновления Зимнего дворца
- 25.01.1839 — председатель Комиссии о построении Исаакиевского собора
- 30.08.1839 — шеф Белозерского пехотного полка
- 27.03.1842 — канцлер Российских Императорских и Царских орденов
- 22.11.1842 — шеф своей роты л.-гв. Семёновского полка
- 22.03.1844 — председатель Комиссии для пересмотра орденских статутов
- 03.08.1844 — член Комитета для устройства богоугодного заведения в память великой княгини Александры Николаевны
- 06.12.1850 — генерал-фельдмаршал

В походах был:
- 1805 год — в сражениях под Вишау и Аустерлицем;
- 1812 год — в разных арьергардных делах, с 10 по 23 сентября, и под Березиной;
- 1813 год — в сражениях при Люцене, Бауцене, Дрездене, Кульме и Лейпциге;
- 1814 год — под Бриенном, Арсис, Фершампенаузом и Парижем.

## Награды
- Орден Святой Анны 3-й степени (15.05.1798)[14]
- Орден Святого Иоанна Иерусалимского, командор (10.12.1798)
- Орден Святой Анны 2-й степени с алмазными знаками (10.07.1803)
- Орден Святой Анны 1-й степени (11.09.1803)
- Орден Святого Георгия 3-й степени (28.01.1806)
- Орден Святого Владимира 2-й степени (15.06.1811)
- Орден Святого Александра Невского (08.10.1813)
- Орден Святого Владимира 1-й степени (03.02.1814)
- Алмазные знаки к ордену Святого Александра Невского (01.01.1817)
- Орден Белого орла (Царство Польское, 14.03.1818)
- Орден Андрея Первозванного (12.12.1823)
- Алмазные знаки к ордену Святого Андрея Первозванного (24.03.1828)
- Орден Святого Станислава 1-й степени (30.08.1842)
- Фельдмаршальский жезл, украшенный бриллиантами (18.12.1850)
- Знак отличия беспорочной службы за XXX лет (22.08.1828)
- Знак отличия беспорочной службы за XXXV лет (22.08.1829)
- Знак отличия беспорочной службы за XL лет (22.08.1834)
- Знак отличия беспорочной службы за XLV лет (22.08.1839)
- Знак отличия беспорочной службы за L лет (22.08.1843)

Иностранные:
- Военный орден Марии Терезии, кавалерский крест (Австрия, 07.10.1813)
- Королевский венгерский орден Святого Стефана, большой крест (Австрия, 05.05.1821)
- Австрийский орден Леопольда, большой крест (Австрия, 08.1813)
- Династический орден Альбрехта Медведя, большой крест (Герцогства Ангальт-Бернбург, Ангальт-Дессау, Ангальт-Кётен, 13.07.1837)
- Военный орден Максимилиана Иосифа, большой крест (Королевство Бавария, 15.02.1814)
- Орден Святого Губерта (Королевство Бавария)
- Орден Верности, большой крест (Великое герцогство Баден, 05.1815)
- Орден Военных заслуг Карла Фридриха, большой крест (Великое герцогство Баден, 23.11.1818)
- Орден Церингенского льва, большой крест (Великое герцогство Баден, 1851)
- Орден Бани, большой крест (Великобритания, 02.01.1819)
- Орден Вюртембергской короны, большой крест (Королевство Вюртемберг, 22.07.1846)
- Орден «За военные заслуги», большой крест (Королевство Вюртемберг, 04.03.1813)
- Королевский Гвельфский орден, большой крест (Королевство Ганновер, 1821)
- Орден Людвига (Великое герцогство Гессен, 04.06.1840)
- Орден Золотого льва, большой крест (Гессен-Кассель, 14.04.1844)
- Орден Слона (Дания, 16.01.1844)
- Орден Нидерландского льва, большой крест (Нидерланды, 18.11.1818)
- Орден Святого Фердинанда и Заслуг, большой крест (Королевство Обеих Сицилий, 06.02.1822)
- Орден Чёрного орла (Пруссия, 04.05.1813)
- Алмазные знаки к Ордену Чёрного орла (Пруссия, 04.07.1818)
- Орден Красного орла (Пруссия, 26.06.1807)[15]
- Орден Саксен-Эрнестинского дома, большой крест (Герцогства Саксен-Альтенбург, Саксен-Кобург-Гота, Саксен-Мейнинген, 22.07.1848)
- Орден Белого сокола (Великое герцогство Саксен-Веймар-Эйзенах, 18.10.1838)
- Орден Рутовой короны (Королевство Саксония, 02.08.1840)
- Высший орден Святого Благовещения (Сардинское королевство, 30.11.1822)
- Орден Святых Маврикия и Лазаря, большой крест (Сардинское королевство)
- Орден Святого Людовика, большой крест (Франция, 09.09.1815)
- Орден Святого Духа (Франция, 07.11.1828)
- Орден Военных заслуг (Франция)
- Орден Серафимов (Швеция, 23.07.1830)
- Орден Меча, большой крест (Швеция, 23.09.1813)

## Увековечение памяти
Произошло ещё при жизни фельдмаршала. В архипелаге Туамоту Тихого океана есть атолл Такуме (Волконского), открытый (1820) первой русской антарктической экспедицией под руководством Ф. Ф. Беллинсгаузена и М. П. Лазарева и названный в честь Петра Михайловича.
В его честь назван и открытый (1830) минерал волконскоит
Его фамилия выгравирована на медали «В память 50-летия Корпуса военных топографов».
В Пушкине (1832—1919) Волконской улицей называлась нынешняя Парковая улица.

## Личная жизнь

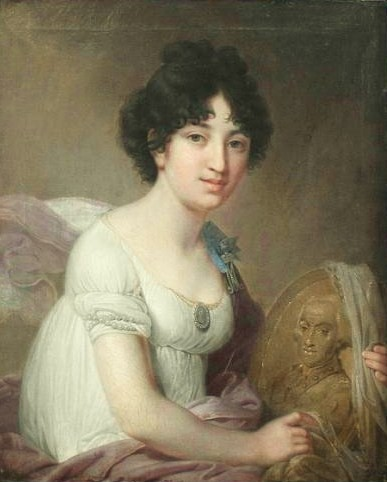
Софья на портрете Боровиковского (1801)

Женат (с 5 октября 1802) на княжне Софье Григорьевне Волконской (1785—1868), дочери генерала от кавалерии князя Г. С. Волконского и родной сестре декабриста С. Г. Волконского.
Их дети:
- Николай Петрович (28.04.1803[19]—1803) — крещён в Казанском соборе при восприемстве Н. Г. Репнина.
- Александра Петровна (7.06.1804[20]—1.07.1859) — фрейлина, статс-дама, замужем (с 1831) за гофмейстером Павлом Дмитриевичем Дурново (1804—1864).
- Дмитрий Петрович (03.10.1805[21]—1859) — крещён (4 октября 1805) в Пантелеимоновской церкви при восприемстве И. В. Тутолмина, в крещении получил имя Николай. Предводитель дворянства Петербургской губернии (1845?); гофмейстер (1856), церемониймейстер, женат на Марии Петровне Кикиной (1816—1856), дочери П. А. Кикина.
- Григорий Петрович (1808—1882) — состоял в первом браке с графиней Марией Александровной Бенкендорф (1820—1880), дочерью графа А. Х. Бенкендорфа.

После наполеоновских кампаний Пётр Михайлович жил отдельно от жены, которая проводила много времени за границей. По словам гравёра Ф. И. Иордана, «у Волконского было много поклонниц, искавших его расположения из-за материальных выгод, но победила всех вдова коллежского асессора Прасковья Николаевна Жеребцова (1789—1867; урожд. Толстая). Она была в высшей степени любезного обхождения и симпатичной наружности, в которой не было ни малейшей натянутости. Черты её лица были не особенно красивы, но она нравилась с первого раза, и не удивительно, что она пленила князя и он остался ей верен до последнего часа жизни». В своё время мадам Жеребцова была известной особой в Петербурге. Все кто искал благосклонности министра двора Волконского, увивался около его любовницы, льстил ей и дарил подарки. Она же, имея большое влияние на князя, человека вполне бескорыстного, торговала придворными чинами. Современники считали Волконского отцом её младших детей: из них Екатерина (1817—1868) стала женой Н. В. Всеволожского, Арсений (31.08.1820— ?) и Лидия (1822—1891) вышла замуж за А. А. Татищева.

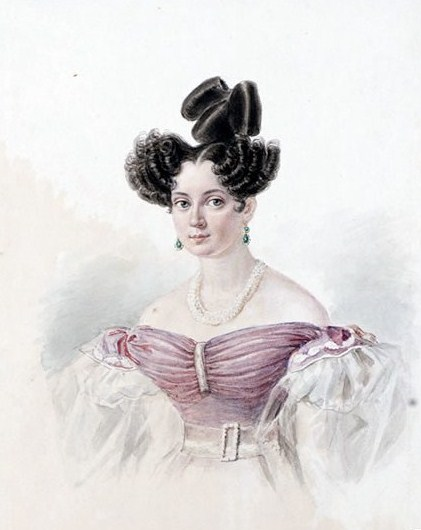
Александра Петровна, дочь
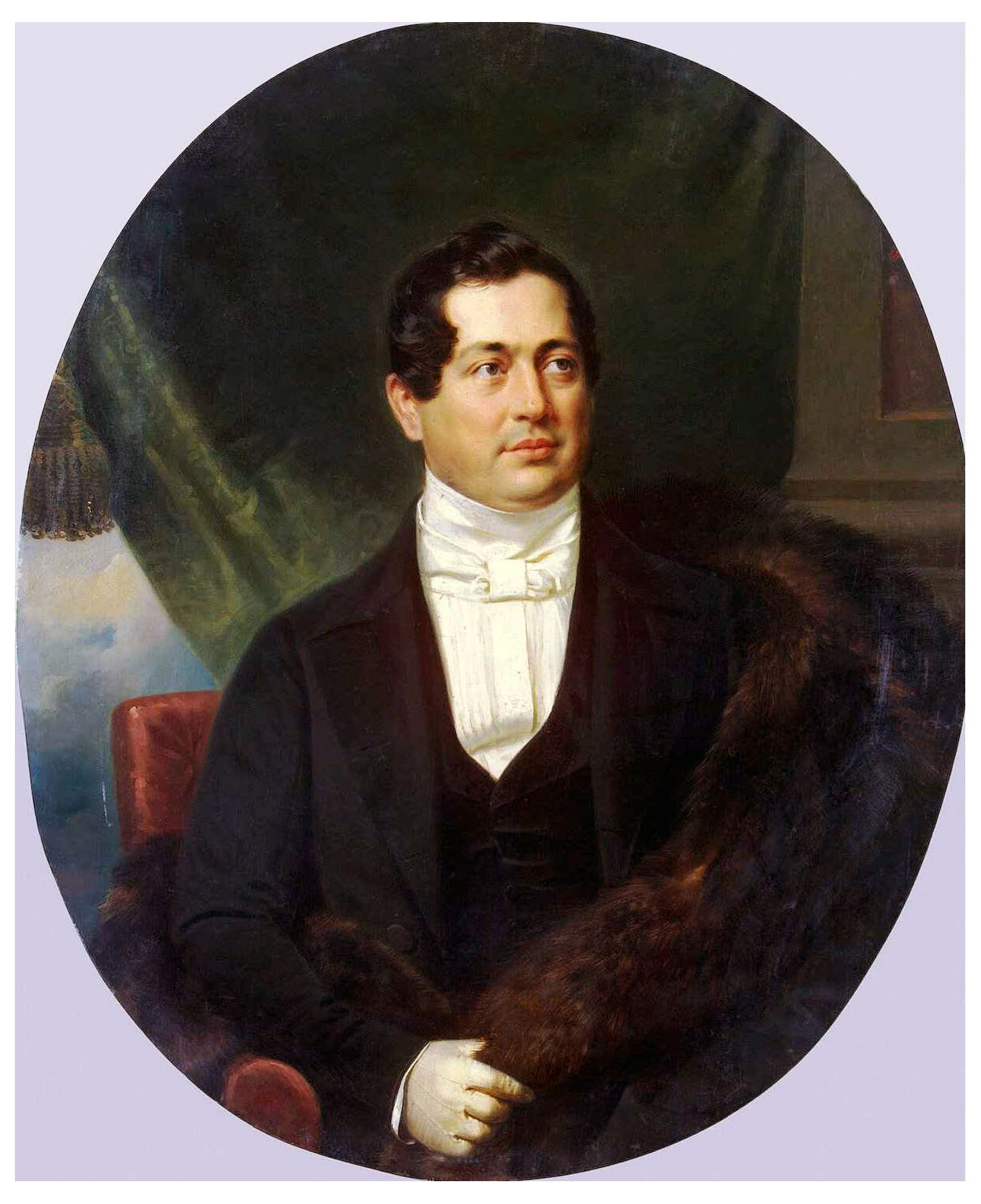
Дмитрий Петрович, сын
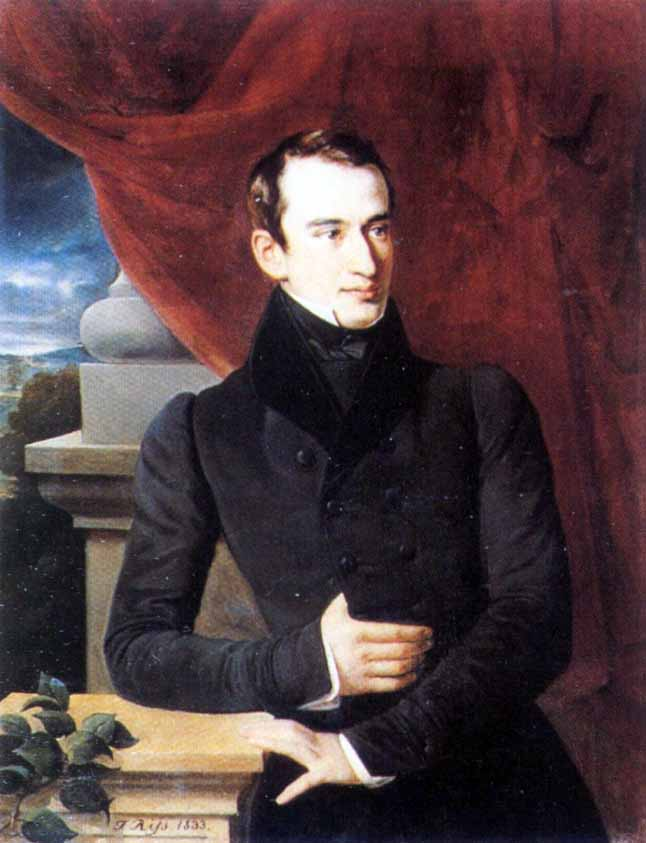
Григорий Петрович, сын